# 7789 Kwiatkowski
7789 Kwiatkowski eller 1994 XE6 är en asteroid i huvudbältet som upptäcktes den 2 december 1994 av den amerikanske astronomen Edward L.G. Bowell vid Palomar-observatoriet. Den är uppkallad efter den polske astronomen Tomasz Kwiatkowski.
Asteroiden har en diameter på ungefär 4 kilometer.